# Croix de cimetière d'Aulnay
La croix de cimetière d'Aulnay est un croix de cimetière située à Aulnay, dans le département français de la Charente-Maritime en région Nouvelle-Aquitaine.

## Historique
Le calvaire est inscrit au titre des monuments historiques par arrêté de 1929.